# 石維屏
石维屏（1573年—1638年），字邦衛，号新周，山東济南府陵县神头镇人，軍籍，明朝政治人物。

## 生平
万历二十八年（1600年）庚子科山东乡试舉人，二十九年（1601年）聯捷辛丑科進士，初官献县知县，擢拜兵部武选司主事，尋丁忧，服除，改任兵部职方司主事，调任礼部仪制司主事，后迁祠祭司员外郎。久之，还主儀篆。天启三年（1623）五月，升任河南按察司副使，分巡汝南道。五年（1625）正月入计，以举卓异，赐宴礼部。九月，升任河南布政使司右参政，管遵化道，尋调任河南右参政、永平山石二路兵备。六年（1626年）九月，升陕西按察使。崇祯元年（1628年），升陕西右布政使，二年改任为山西左布政使，备兵阳和，以被劾，遂解组不赴。